# Ylä-Jäppä och Ala-Jäppä
Ylä-Jäppä och Ala-Jäppä eller Jäppäjärvi är en sjö i Finland. Den ligger i kommunen Kinnula i landskapet Mellersta Finland, i den centrala delen av landet, 400 km norr om huvudstaden Helsingfors. Ylä-Jäppä och Ala-Jäppä ligger 141,1 meter över havet. Den är 11,8 meter djup. Arean är 3,05 kvadratkilometer och strandlinjen är 18,32 kilometer lång. Sjön  ingår i Kymmene älvs huvudavrinningsområde. 